# 9.ª etapa del Tour de Francia 2024
La 9.ª etapa del Tour de Francia 2024 tuvo lugar el 7 de julio de 2024 y consistió en una etapa escarpada con tramos de carreteras de tierra, con inicio y final en Troyes, sobre un recorrido de 199 km. El vencedor fue el francés Anthony Turgis del equipo Intermarché-Wanty, el esloveno Tadej Pogačar del UAE Team Emirates mantuvo el liderato.

## Clasificación de la etapa
| Troyes - Troyes | etapa escarpada | (199 km) |

| \| Clasificación de la etapa \| Clasificación de la etapa \| Clasificación de la etapa \| Clasificación de la etapa \| Clasificación de la etapa \| \| Ciclista \| Ciclista \| Equipo \| Tiempo \| \| \| ------------------------- \| ------------------------- \| ------------------------- \| ------------------------- \| ------------------------- \| \| 1.º \| Anthony Turgis \| TotalEnergies \| 4 h 19 min 43 s \| \| \| 2.º \| Thomas Pidcock \| Ineos Grenadiers \| + 0 s \| \| \| 3.º \| Derek Gee \| Israel-Premier Tech \| + 0 s \| \| \| 4.º \| Alex Aranburu \| Movistar Team \| + 0 s \| \| \| 5.º \| Ben Healy \| EF Education-EasyPost \| + 2 s \| \| \| 6.º \| Alexéi Lutsenko \| Astana Qazaqstan Team \| + 2 s \| \| \| 7.º \| Javier Romo \| Movistar Team \| + 12 s \| \| \| 8.º \| Jasper Stuyven \| Lidl-Trek \| + 18 s \| \| \| 9.º \| Biniam Girmay \| Intermarché-Wanty \| + 1 min 17 s \| \| \| 10.º \| Michael Matthews \| Team Jayco AlUla \| + 1 min 17 s \| \| |                  |                       |                 |
| |                  |                       |                 |
| Fuentes: ProCyclingStats Cycling Quotient |                  |                       |                 |
| Clasificación de la etapa |                  |                       |                 |
| Ciclista | Ciclista         | Equipo                | Tiempo          |
| 1.º | Anthony Turgis   | TotalEnergies         | 4 h 19 min 43 s |
| 2.º | Thomas Pidcock   | Ineos Grenadiers      | + 0 s           |
| 3.º | Derek Gee        | Israel-Premier Tech   | + 0 s           |
| 4.º | Alex Aranburu    | Movistar Team         | + 0 s           |
| 5.º | Ben Healy        | EF Education-EasyPost | + 2 s           |
| 6.º | Alexéi Lutsenko  | Astana Qazaqstan Team | + 2 s           |
| 7.º | Javier Romo      | Movistar Team         | + 12 s          |
| 8.º | Jasper Stuyven   | Lidl-Trek             | + 18 s          |
| 9.º | Biniam Girmay    | Intermarché-Wanty     | + 1 min 17 s    |
| 10.º | Michael Matthews | Team Jayco AlUla      | + 1 min 17 s    |

## Clasificaciones al final de la etapa

### Clasificación general(Maillot Jaune)
| \| Clasificación general \| Clasificación general \| Clasificación general \| Clasificación general \| Clasificación general \| \| Ciclista \| Ciclista \| Equipo \| Tiempo \| \| \| --------------------- \| --------------------- \| -------------------------- \| --------------------- \| --------------------- \| \| 1.º \| Tadej Pogačar \| UAE Team Emirates \| 35 h 42 min 42 s \| \| \| 2.º \| Remco Evenepoel \| Soudal Quick-Step \| + 33 s \| \| \| 3.º \| Jonas Vingegaard \| Team Visma \\| Lease a Bike \| + 1 min 15 s \| \| \| 4.º \| Primož Roglič \| Red Bull-Bora-Hansgrohe \| + 1 min 36 s \| \| \| 5.º \| Juan Ayuso \| UAE Team Emirates \| + 2 min 16 s \| \| \| 6.º \| João Almeida \| UAE Team Emirates \| + 2 min 17 s \| \| \| 7.º \| Carlos Rodríguez \| Ineos Grenadiers \| + 2 min 31 s \| \| \| 8.º \| Mikel Landa \| Soudal Quick-Step \| + 3 min 35 s \| \| \| 9.º \| Derek Gee \| Israel-Premier Tech \| + 4 min 02 s \| \| \| 10.º \| Matteo Jorgenson \| Team Visma \\| Lease a Bike \| + 4 min 03 s \| \| |                  |                            |                  |
| |                  |                            |                  |
| Fuentes: ProCyclingStats Cycling Quotient |                  |                            |                  |
| Clasificación general |                  |                            |                  |
| Ciclista | Ciclista         | Equipo                     | Tiempo           |
| 1.º | Tadej Pogačar    | UAE Team Emirates          | 35 h 42 min 42 s |
| 2.º | Remco Evenepoel  | Soudal Quick-Step          | + 33 s           |
| 3.º | Jonas Vingegaard | Team Visma \| Lease a Bike | + 1 min 15 s     |
| 4.º | Primož Roglič    | Red Bull-Bora-Hansgrohe    | + 1 min 36 s     |
| 5.º | Juan Ayuso       | UAE Team Emirates          | + 2 min 16 s     |
| 6.º | João Almeida     | UAE Team Emirates          | + 2 min 17 s     |
| 7.º | Carlos Rodríguez | Ineos Grenadiers           | + 2 min 31 s     |
| 8.º | Mikel Landa      | Soudal Quick-Step          | + 3 min 35 s     |
| 9.º | Derek Gee        | Israel-Premier Tech        | + 4 min 02 s     |
| 10.º | Matteo Jorgenson | Team Visma \| Lease a Bike | + 4 min 03 s     |

### Clasificación por puntos(Maillot Vert)
| Clasificación por puntos | Clasificación por puntos | Clasificación por puntos | Clasificación por puntos | Clasificación por puntos |
| Ciclista                 | Ciclista                 | Equipo                   | Puntos                   |                          |
| ------------------------ | ------------------------ | ------------------------ | ------------------------ | ------------------------ |
| 1.º                      | Biniam Girmay            | Intermarché-Wanty        | 224 pts                  |                          |
| 2.º                      | Jasper Philipsen         | Alpecin-Deceuninck       | 128 pts                  |                          |
| 3.º                      | Jonas Abrahamsen         | Uno-X Mobility           | 107 pts                  |                          |
| 4.º                      | Anthony Turgis           | TotalEnergies            | 96 pts                   |                          |
| 5.º                      | Arnaud De Lie            | Lotto Dstny              | 92 pts                   |                          |
| 6.º                      | Bryan Coquard            | Cofidis                  | 86 pts                   |                          |
| 7.º                      | Arnaud Démare            | Arkéa-B&B Hotels         | 73 pts                   |                          |
| 8.º                      | Fernando Gaviria         | Movistar Team            | 73 pts                   |                          |
| 9.º                      | Dylan Groenewegen        | Team Jayco AlUla         | 71 pts                   |                          |
| 10.º                     | Kévin Vauquelin          | Arkéa-B&B Hotels         | 70 pts                   |                          |

### Clasificación de la montaña(Maillot à Pois Rouges)
| Clasificación de la montaña | Clasificación de la montaña | Clasificación de la montaña | Clasificación de la montaña | Clasificación de la montaña |
| Ciclista                    | Ciclista                    | Equipo                      | Puntos                      |                             |
| --------------------------- | --------------------------- | --------------------------- | --------------------------- | --------------------------- |
| 1.º                         | Jonas Abrahamsen            | Uno-X Mobility              | 33 pts                      |                             |
| 2.º                         | Tadej Pogačar               | UAE Team Emirates           | 20 pts                      |                             |
| 3.º                         | Valentin Madouas            | Groupama-FDJ                | 16 pts                      |                             |
| 4.º                         | Jonas Vingegaard            | Team Visma \| Lease a Bike  | 15 pts                      |                             |
| 5.º                         | Remco Evenepoel             | Soudal Quick-Step           | 12 pts                      |                             |
| 6.º                         | Stephen Williams            | Israel-Premier Tech         | 10 pts                      |                             |
| 7.º                         | Carlos Rodríguez            | Ineos Grenadiers            | 10 pts                      |                             |
| 8.º                         | Frank van den Broek         | Team dsm-firmenich PostNL   | 9 pts                       |                             |
| 9.º                         | Ion Izagirre                | Cofidis                     | 8 pts                       |                             |
| 10.º                        | Juan Ayuso                  | UAE Team Emirates           | 8 pts                       |                             |

### Clasificación del mejor joven(Maillot Blanc)
| Clasificación del mejor joven | Clasificación del mejor joven | Clasificación del mejor joven | Clasificación del mejor joven | Clasificación del mejor joven |
| Ciclista                      | Ciclista                      | Equipo                        | Tiempo                        |                               |
| ----------------------------- | ----------------------------- | ----------------------------- | ----------------------------- | ----------------------------- |
| 1.º                           | Remco Evenepoel               | Soudal Quick-Step             | 35 h 43 min 15 s              |                               |
| 2.º                           | Juan Ayuso                    | UAE Team Emirates             | + 1 min 43 s                  |                               |
| 3.º                           | Carlos Rodríguez              | Ineos Grenadiers              | + 1 min 58 s                  |                               |
| 4.º                           | Matteo Jorgenson              | Team Visma \| Lease a Bike    | + 3 min 30 s                  |                               |
| 5.º                           | Santiago Buitrago             | Bahrain Victorious            | + 5 min 20 s                  |                               |
| 6.º                           | Ben Healy                     | EF Education-EasyPost         | + 6 min 42 s                  |                               |
| 7.º                           | Javier Romo                   | Movistar Team                 | + 11 min 06 s                 |                               |
| 8.º                           | Ilan Van Wilder               | Soudal Quick-Step             | + 16 min 06 s                 |                               |
| 9.º                           | Thomas Pidcock                | Ineos Grenadiers              | + 16 min 08 s                 |                               |
| 10.º                          | Maxim Van Gils                | Lotto Dstny                   | + 20 min 54 s                 |                               |

### Clasificación por equipos(Classement par Équipe)
| Clasificación por equipos | Clasificación por equipos  | Clasificación por equipos | Clasificación por equipos |
| Equipo                    | Equipo                     | Tiempo                    |                           |
| ------------------------- | -------------------------- | ------------------------- | ------------------------- |
| 1.º                       | UAE Team Emirates          | 107 h 13 min 01 s         |                           |
| 2.º                       | Soudal Quick-Step          | + 6 min 04 s              |                           |
| 3.º                       | Ineos Grenadiers           | + 6 min 45 s              |                           |
| 4.º                       | Red Bull-Bora-Hansgrohe    | + 7 min 41 s              |                           |
| 5.º                       | Movistar Team              | + 12 min 41 s             |                           |
| 6.º                       | Bahrain Victorious         | + 14 min 33 s             |                           |
| 7.º                       | Team Visma \| Lease a Bike | + 18 min 34 s             |                           |
| 8.º                       | EF Education-EasyPost      | + 23 min 40 s             |                           |
| 9.º                       | Lidl-Trek                  | + 33 min 04 s             |                           |
| 10.º                      | Uno-X Mobility             | + 50 min 05 s             |                           |

## Abandonos
Ninguno.